# Rien sur Robert
Rien sur Robert is een Franse film van Pascal Bonitzer die werd uitgebracht in 1999.

## Verhaal
De ijdele filmcriticus Didier Temple heeft een vernietigende bespreking van een film geschreven die hij niet eens gezien heeft. Dat feit raakt bekend en een beduusde Didier wordt er overal mee geconfronteerd. Net op dat ogenblik bedriegt zijn vriendin Juliette hem. Ze krijgen hevig ruzie. Julie ruilt hem in voor een andere man. Didier ontmoet op zijn beurt Aurélie, een jonge zonderlinge vrouw.

## Rolverdeling
| Acteur             | Personage                |
| ------------------ | ------------------------ |
| Fabrice Luchini    | Didier Temple            |
| Sandrine Kiberlain | Juliette Sauvage         |
| Valentina Cervi    | Aurélie Coquille         |
| Michel Piccoli     | Lord Ariel Chatwick-West |
| Bernadette Lafont  | mevrouw Sauvage          |
| Laurent Lucas      | Jérôme Sauveur           |
| Denis Podalydès    | Martin                   |
| Nathalie Boutefeu  | Violaine Rachat          |
| Micheline Boudet   | mevrouw Temple           |
| Édouard Baer       | Alain de Xantras         |